# Hovedskov (Møn)
 For alternative betydninger, se Hovedskov. (Se også artikler, som begynder med Hovedskov)
Hovedskov er en bebyggelse i Stege Sogn på Møn. Hovedskov ligger et par kilometer nord for Udby. Bebyggelsen ligger i Vordingborg Kommune og tilhører Region Sjælland.
Landsbyen nævnes 1505 (Hoffuitskow). Landsbyen blev udskiftet i 1799.
Blandt gårdene er Hovedskovgård, oprindeligt en kongsgård, og Gammeltoftegård.